# Photomaton
Pour l’article homonyme, voir Photomaton (chanson).
Photomaton est une entreprise française fabriquant et commercialisant des cabines photographiques de marque Photomaton. En 2015, l'entreprise emploie entre 300 et 390 salariés.
Sa société mère est Me Group International (anciennement Photo-Me International) dont le P.-D.G. est Serge Crasnianski.

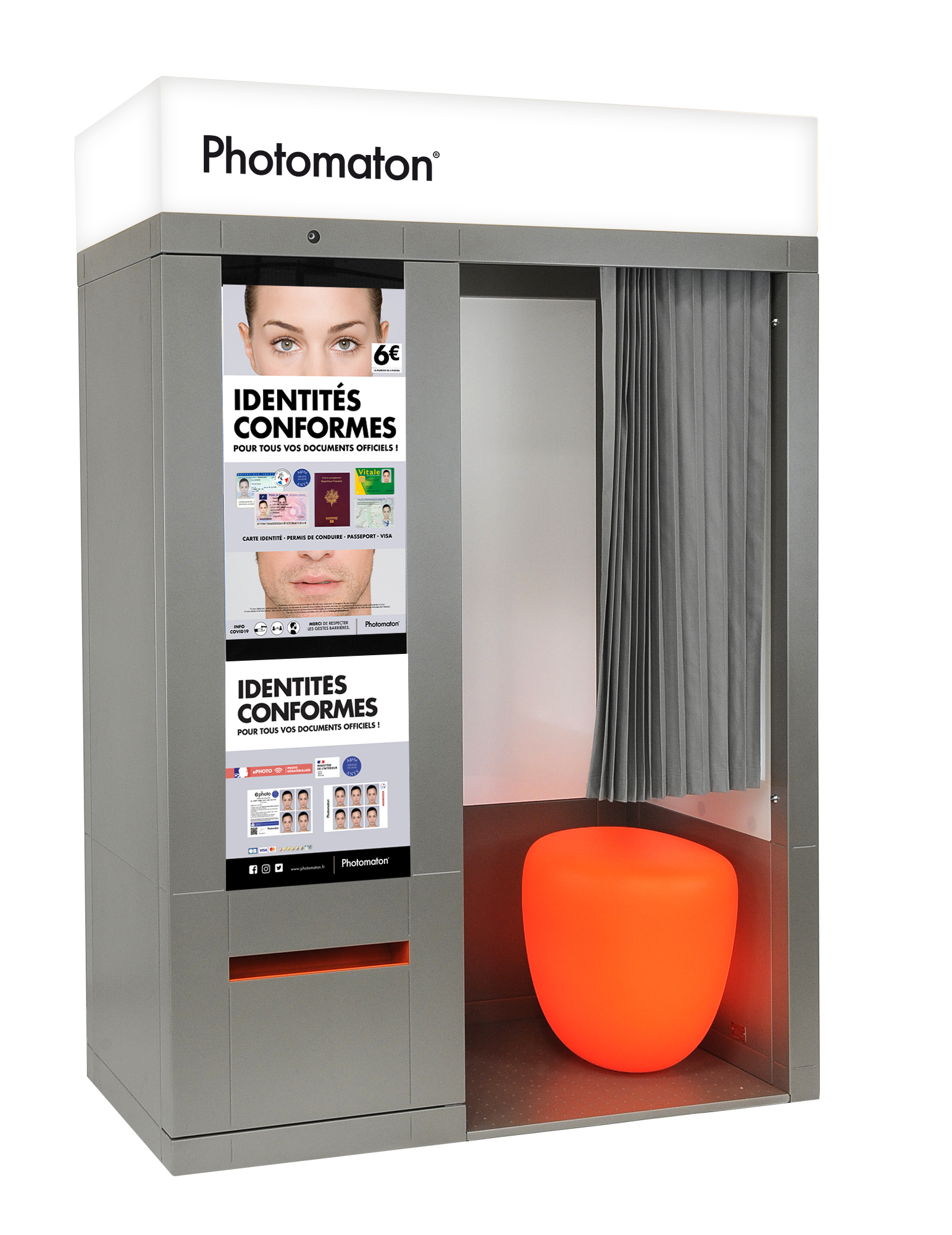
La cabine photographique Photomaton dessinée par Philippe Starck en 2010.

## Histoire
La cabine photographique a été inventée par Anatol Josepho à New York, en septembre 1925. Il lui donne le nom de « photomaton » qui deviendra le nom générique des cabines photographiques. Anatol Josepho revend ensuite son brevet en mars 1927 pour 1 000 000 dollars à Henry Morgenthau. La même année, un investisseur britannique acheta les droits d’exploitation pour l'Europe. À partir de là, le concept de cabine photographique automatique était lancé et l'on vit apparaître d’autres cabines similaires des deux côtés de l’Atlantique.
En France, les cabines photos ont été importées dès la fin de 1928 à Paris. L'entreprise Photomaton est créée en 1936.  

En 1941 l'entreprise propose ses services pour photographier et classer les déportés, mais ne remporte pas le marché, comme on peut le lire dans cette citation extraite d’une lettre écrite par l’entreprise Photomaton en 1941 :
«  Nous pensons que le rassemblement de certaines catégories d'individus de race juive dans des camps de concentration aura pour conséquence administrative la constitution d'un dossier, d'une fiche ou carte, etc. Spécialiste des questions ayant trait à l'identité, nous nous permettons d'attirer particulièrement votre attention sur l'intérêt que présentent nos machines automatiques Photomaton susceptibles de photographier un millier de personnes en six poses et ce en une journée ordinaire de travail. La qualité très spéciale du papier ne permet ni retouche, ni truquage. »
C’est dans les années cinquante, sous l’influence du mode de vie américain, que les cabines automatiques Photomaton atteignent leur apogée. En 1957, Richard Avedon réalise des portraits de célébrité avec des machines Photomaton, pour Esquire. En 1972, une cabine Photomatic (une marque concurrençant Photomaton) est installée à la Biennale de Venise par l'artiste italien Franco Vaccari (it). Les cabines Photomaton se convertissent à la couleur en 1976, à la même époque que leurs homologues américaines. C’est à partir des années 1990 que le mécanisme se numérise et est assisté par ordinateur. En 1997, le groupe suisse Fotolabo achète Soft qui avait l'année précécdente fait l'acquisition de Prontophot, mieux connu sous sa marque Photomaton. En 1998 c'est au tour de l'entreprise britannique Photo-Me de faire l’acquisition du groupe « Prontophot and Soft ».
Photomaton lance le Digibooth en 2001, sa première borne automatique de développement de photos numériques en 2003, et la première borne de développement instantané d'albums photos en 2009 : le « Photobook Maker ».
En 2010, Philippe Starck redessine la cabine photographique Photomaton. Il y intègre notamment un siège lumineux coloré. Cette cabine comprend un écran tactile, et la caméra s'ajuste automatiquement à la hauteur du visage de l'utilisateur. Il est possible d'y réaliser des photos d'identité, des portraits, des mini-portraits, des planches photos de type pop art ou carte postale, avec des fonds ludiques. Connectée à internet, cette cabine permet de publier ses photos sur les réseaux sociaux ou de les envoyer par email. La même année, Photomaton crée une borne de développement instantané de mini-albums photo, la Speedlab 300 Pocket Book.
En 2015, certaines des cabines dessinées par Philippe Starck permettent de créer une reconstruction 3D de la tête d'un utilisateur. Le client pouvait recevoir une statuette à son effigie, mais il n’y a pas eu de demande pour ce type de service.
En 2016, l'artiste Marie Piselli a présenté une cabine « scintillante » nommée Eureka, une œuvre conçue à partir d'une cabine photographique Photomaton.
L’entreprise mène des actions de lobbying dans les ministères, au Parlement et dans les mairies afin de garder son cœur de métier et son quasi‐monopole : les photographies d’identité officielles. Alors que dans la plupart des pays le cliché numérique est pris directement par l’officiel d’état civil lors de la demande, en France, la population doit d’abord payer pour une image numérique en cabine, l’imprimer, l’apporter à la mairie qui va numériser de nouveau cette image afin de l’imprimer une nouvelle fois sur la pièce d’identité.

## Anecdotes et culture populaire
Au début des années 1980, l'écrivain Michel Folco collectionne consciencieusement les photos abandonnées ou jetées près des Photomaton parisiens, s'interrogeant sur la raison pour laquelle les gens se débarrassent de leur photo. Jusqu'au jour où il commence à découvrir à répétition et dans tous les photomatons de Paris des images provenant d'un seul et même homme. Les images sans défaut et pourtant déchirées et jetées l'intriguent jusqu'à ce qu'il ne découvre cet homme sortant de la machine et la verrouillant : l'homme était simplement le technicien de maintenance des photomatons !
Le réalisateur Jean-Pierre Jeunet, s'inspirera de cette histoire quelques années plus tard dans son film Le Fabuleux Destin d'Amélie Poulain pour le personnage de Nino.
Photomaton, le sketch mimé du comique mime québécois Michel Courtemanche, met en scène l'effet de surprise qu'ont les clients lorsque son flash ne se met pas en route au bon moment[réf. nécessaire].